# Gadera
Le Gadera est un cours d'eau coulant en Italie dans les Dolomites. C'est un affluent de la Rienza.